# František Sátora
Inž. František Sátora (22. května 1893, Uherský Ostroh – 22. ledna 1973, Buenos Aires) byl československý ekonom, ředitel Škodových závodů, průkopník reklamy, účastník demokratického odboje za první i druhé světové války. Po roce 1951 významný představitel argentinské emigrace.

## Mládí
Studoval reálku v Uherském Brodě, studium dokončil v Brně maturitou s vyznamenáním. Díky stipendiu pokračoval na strojním oboru Vysoké školy technické v Curychu (Eidgenössische Polytechnische Schule). Diplom získal u prof. Aurela Boleslava Stodoly roku 1915. Zůstal na univerzitě jako odborný praktikant na další dva roky a zároveň nastoupil jako konstruktér-praktikant u Švýcarských státních drah (Schweizerische Bundesbahnen) v Lucernu. Do roku 1920 pracoval ještě u firem Pfluger & Co a Maschinenfabrik Oerlikon.
Dne 29. prosince 1922 se oženil s Boženou Kudrnáčovou.

## První odboj
Ještě před dokončením studií se ve Švýcarsku seznámil s Edvardem Benešem, který ho uvedl do protirakouského odboje. Ve službách nově vzniklé České tiskové kanceláře (válečného předchůdce Československé tiskové kanceláře) v Ženevě a svými články v Neue Zürcher Zeitung, Basler Nachrichten, Basler Nationalzeitung a jiných periodikách šířil povědomí o československé otázce a zveřejňoval postoje prvního odboje. Spolupráce se švýcarskými deníky mu vydržela až do roku 1924.

## Diplomat
Roku 1920 se vrátil do Prahy, kde nastoupil jako úředník na ministerstvo zahraničí. Pracoval na vyslanectvích v Bernu a Paříži. V době na vyslanectví v Bernu by zároveň tajemníkem československých delegací při Společnosti národů.

## Ve Škodovce
Po ukončení funkčního období přešel do Škodovky, kde vybudoval propagační oddělení. Byl členem salónní společnosti Táflrunda. Velká část jeho přátelství, která z ní pocházela se za války změnila v pevné spojenectví proti nacismu. Okupace pohraničí ho zastihla v pozici viceředitele zbrojní části exportního oddělení koncernu. Ta mu poskytla možnost cestování do neutrálních zemí a všech oblastí německého vlivu. Tam předával zprávy československým diplomatům nebo rozvědčíkům. Od okupace Československa téměř do konce války byl jedním z nejúspěšnějších kurýrů, kteří zprostředkovávali spojení mezi domácím a zahraničním odbojem. Podléhal velmi přísnému utajení. Stýkal se jen s Rudolfem Jílovským a Zdeňkem Němečkem ze skupiny Parsifal. 4. dubna 1945 byl zatčen gestapem a vzat na Pankrác do vazby. Odtud se dostal 5. května během povstání.

## Poválečná doba a exil
Po válce pokračoval v práci pro Škodovku jako zástupce pro Latinskou Ameriku se sídlem v Buenos Aires. Když se měl roku 1951 vrátit, volil exil. Zůstal v Buenos Aires, kde také zemřel.